# فريد جولييف
فريد جولييف (6 يناير 1986 بباكو في أذربيجان - ) هو لاعب كرة قدم أذربيجاني في مركز الهجوم. شارك مع منتخب أذربيجان لكرة القدم. أما مع النوادي، فقد لعب مع نادي باكو ونادي قره باغ ونادي كاباز ونادي نيفتشي باكو وسیمرغ زاقاتالا ‏ وAraz-Naxçıvan PFK ‏ وMughan FK ‏ وRavan Baku FK ‏ وKahramanmaraşspor ‏ وYozgatspor ‏ وFK Standard Sumgayit ‏ ونادي سومقاييت وShusha FK ‏ وTuran Tovuz ‏.

## وصلات خارجية
- فريد جولييف على موقع اتحاد تركيا (لاعب) (الإنجليزية)
- فريد جولييف على موقع قاعدة بيانات كرة القدم.إي يو (الإنجليزية)
- فريد جولييف على موقع ناشيونال فوتبول تيمز (الإنجليزية)
- فريد جولييف على موقع Soccerway.com (الإنجليزية)
- فريد جولييف على موقع عالم كرة القدم.نت (الإنجليزية)